# Молодіжна хокейна ліга
Молодіжна хокейна ліга (МХЛ) (рос. Молодёжная хоккейная лига (МХЛ)) — ліга молодіжних команд хокейних клубів Росії та Казахстану створена навесні 2009 року. В лізі виступають 29 команд в чотирьох дивізіонах, 21 з них є молодіжними складами команд КХЛ, три — молодіжними складами команд ВХЛ, одна — молодіжним складом команди Білоруської екстраліги, ще чотири клуби виступають самостійно.

## Формат змагань
У лізі можуть брати участь гравці віком від 17 до 21 року. У виключних випадках, після проходження поглибленого медобстеження, до матчів можуть бути допущені 16-річні гравці.
Після проведення регулярної частини першості 16 найсильніших команд поведуть боротьбу в плей-оф, змагаючись за головний трофей ліги — кубок Харламова.

## Склад учасників
| Молодіжна хокейна ліга                          |                 |                                     |                 |
| Північно-Західний дивізіон Західної конференції |                 |                                     |                 |
| Команда                                         | Місто           | Арена (вмісткість)                  | Основна команда |
| СКА-1946                                        | Санкт-Петербург | СК Ювілейний (7012)                 | СКА             |
| Мінські Зубри                                   | Мінськ          | Мінський ПС (3300)                  | Динамо          |
| Хімік                                           | Воскресенськ    | ЛПС Підмосков'я (4500)              | відсутній       |
| Алмаз                                           | Череповець      | Льодовий палац (6000)               | Сєвєрсталь      |
| ХК Рига                                         | Рига            | Льодовий холл «Inbox.lv»            | Динамо          |
| Юність                                          | Мінськ          | Мінський ЛПС                        | Юність          |
| Локо                                            | Ярославль       | Арена-2000 (9046)                   | Локомотив       |
| Срібні Леви                                     | Санкт-Петербург | ЛП «Спартак»                        | відсутній       |
| Центральний дивізіон Західної конференції       |                 |                                     |                 |
| Митищінські атланти                             | Митищі          | Арена Митищі (7000)                 | Атлант          |
| Шериф                                           | Твер            | СК «Ювілейний»                      | ОХК Динамо      |
| Російські витязі                                | Чехов           | Льодовий хокейний центр 2004 (3300) | Витязь          |
| МХК Спартак                                     | Москва          | ПС Сокольнікі (5500)                | Спартак         |
| Червона армія                                   | Москва          | ЛПС ЦСКА (5600)                     | ЦСКА            |
| Крила рад                                       | Дмитров         | СК «Дмитров»                        | Крила Рад       |
| Амурські Тигри                                  | Хабаровськ      | Платінум-арена                      | Амур            |
| Поволжський дивізіон Східної конференції        |                 |                                     |                 |
| Команда                                         | Місто           | Арена (вмісткість)                  | Основна команда |
| Барс                                            | Казань          | Татнафта-Арена (10000)              | Ак Барс         |
| Чайка                                           | Нижній Новгород | ПС Профсоюзів (5500)                | Торпедо         |
| Реактор                                         | Нижньокамськ    | СКК Нафтохімік (5500)               | Нафтохімік      |
| Толпар                                          | Уфа             | Уфа-Арена (8400)                    | Салават Юлаєв   |
| Білі Тигри                                      | Оренбург        | ЛП «Зоряний»                        | відсутня        |
| Ладья                                           | Тольятті        | ПС Воларь (2900)                    | Лада            |
| Олімпія                                         | Кірово-Чепецьк  | Олімп-Арена                         | відсутня        |
| Урало-Сибірський дивізіон Східної конференції   |                 |                                     |                 |
| Білі ведмеді                                    | Челябінськ      | ЛА Трактор (7500)                   | Трактор         |
| Сибірські снайпери                              | Новосибірськ    | КСК Сибір (7400)                    | Сибір           |
| Кузнецькі ведмеді                               | Новокузнецьк    | ПС кузнецьких металургів (8040)     | Металург (Нк)   |
| Сталеві лиси                                    | Магнітогорськ   | Арена Металург (7700)               | Металург (Мг)   |
| Авто                                            | Єкатеринбург    | КРК Уралець (5570)                  | Автомобіліст    |
| Газовик                                         | Тюмень          | Палац спорту                        | Рубін           |
| Омські яструби                                  | Омськ           | Арена-Омськ (10318)                 | Авангард        |